# Prosopistoma wouterae
Prosopistoma wouterae is een haft uit de familie Prosopistomatidae. De wetenschappelijke naam van de soort is voor het eerst geldig gepubliceerd in 1932 door Lieftinck.
De soort komt voor in het Oriëntaals gebied.